# Aeroportul Sabadell
Aeroportul Sabadell (IATA: QSA, ICAO: LELL) este un aeroport din Sabadell, Vallès Occidental, Àmbit metropolità de Barcelona⁠(d), Provincia Barcelona, Catalonia, Spania ce deservește zona Sabadell. Aeroportul a fost tranzitat în 2022 de 6.070 de pasageri. A fost deschis în 1 august 1934 și numit după zona deservită.
Situat la o altitudine de 148 m, aeroportul dispune de 1 pistă. Este operat de ENAIRE⁠(d).

## Infrastructură

### Piste
Aeroportul dispune de o singură pistă. Pista 13/31 are suprafața de asfalt și dimensiunile 3.445 picioare × 98 picioare. 